# Hrybivka
Grybivka  (ucraniano: Грибівка) es una localidad del Raión de Ovidiopol en el Óblast de Odesa de Ucrania. Según el censo de 2001, tiene una población de 450 habitantes.